# ゆずはらとしゆき
ゆずはら としゆきは、日本の小説家、編集者、漫画原作者、シナリオライター。東京都出身。小池一夫に師事していた。初期は柚原 季之名義で活動していた。
パノラマ観光公社名義で書籍企画者、編集者としても活動している。

## 主な作品

### 小説
- ひまわりスタンダード（イラスト：ぽん酢、マイクロデザイン出版局、二次元ドリームノベルズ） - 「柚原季之」名義。
  1. ひまわりスタンダード 上巻　2000年6月1日発売
  2. ひまわりスタンダード 下巻　2000年8月1日発売
- 試作品少女 空想東京百景（2005年10月21日発売、イラスト：宇佐美渉、二見ブルーベリーシリーズ）
- 十八時の音楽浴 漆黒のアネット（2007年6月19日発売、原作：海野十三、イラスト：宮の坂まり、ガガガ文庫） - 「跳訳」シリーズ。
- 空想東京百景 シリーズ（イラスト：toi8） - 全4巻＋既刊1巻
- 雲形の三角定規（2012年5月16日発売、イラスト：雨隠ギド、双葉社）
- 咎人の星（2013年1月25日発売、イラスト：小川麻衣子、ハヤカワ文庫JA） - 『ペンデルトーンズ』のリライト＆小説化。
- 桃瀬さん家の百鬼目録（イラスト：吠L、電撃文庫）
  1. 桃瀬さん家の百鬼目録　2020年11月10日発売（共著：日日日、SOW、森崎亮人）
  2. 桃瀬さん家の百鬼目録2　2020年12月10日発売（共著：日日日）
- ぼくには孤独に死ぬ権利がある――世界の果ての咎人の星（2020年12月24日配信、イラスト：小川麻衣子、ノベルバノベルズ） - 『咎人の星』のリライト完全版。小説サイト「ノベルバ」で配信。

### 短編・アンソロジー
- ゆびさき怪談 一四〇字の怖い話（2021年7月8日発売、PHP研究所、PHP文芸文庫）

### 漫画原作・監修
- 魔女っ娘先生ぱすてるファルナ（作画：宇佐美渉、シュベール出版『COMIC零式』2001年 Vol.26、Vol.29 - Vol.32連載、単行本『Pastel Colors』収録） - ノンクレジット。
- メイプル・フール・デイズ（作画：宇佐美渉、シュベール出版『COMIC零式』2002年 Vol.37 - Vol.39連載、単行本『メイプル・フール・デイズ』収録） - ノンクレジット。
- 珠神サンセット（作画：宇佐美渉、一迅社『コミックZERO-SUM増刊WARD』2003年創刊号掲載、単行本未収録）
- ペンデルトーンズ（作画：宇佐美渉、大都社『プチアラモード』などで連載）
  - ペンデルトーンズ 上巻　2004年8月5日、大都社
  - ペンデルトーンズ 下巻　2004年8月5日、大都社
  - ペンデルトーンズ 咎人の星 上巻　2013年2月27日、一迅社　 - 『咎人の星』発売に伴う、上記単行本の新装版。
  - ペンデルトーンズ 咎人の星 下巻　2013年2月27日、一迅社
- CANDYPOP KILL! KILL!（作画：オオシマヒロユキ・猪原大介、前後編読切、スクウェア・エニックス『ヤングガンガン』2005年 Vol.4、Vol.5掲載、単行本未収録）
- 空想東京百景〈異聞〉Strange report（原案・作画：toi8、一迅社『月刊ComicREX』2014年3月号 - 2015年1月号連載） - 「空想東京百景」シリーズ4作目。脚色・設定監修を担当。
  - 空想東京百景〈異聞〉Strange report　2015年4月27日、一迅社 - 後日談となる短編小説も収録。

### ゲームシナリオ
- 妖幻天女（2001年1月25日発売、ScooP） - 「柚原季之」名義。

### 評論・エッセイ
- 男の〈顔〉と喰えない女――『グッド・バイ』の果ての果て（青土社『ユリイカ』2008年9月号掲載）
- 日常の謎（講談社『メフィスト』2008年9月号掲載）
- 〈悪しきもの〉と〈子〉の迂遠な事情――最適化されていく創作と、植え付けられた罪（青土社『ユリイカ』2008年12月号掲載）
- かくのごとく、われきけり（講談社『パンドラ』Vol.3（2009年4月発行）『ひぐらしのなく頃に』特集掲載）
- 山田風太郎トリビュート・嵐 オタク・サブカル人間臨終図巻（イラスト：吉原基貴、講談社『パンドラ』Vol.1A、Vol.1B、Vol.2A、Vol.2B、Vol.3連載）
- 甘美な忘却、キャラクターになりたいひとびと。――『ハイスクール八犬伝』とライトノベルの精神史（青土社『ユリイカ』2010年6月号掲載）
- 世界の終わりを啜って育った子供（の顛末）（早川書房『S-Fマガジン』2013年9月号掲載）

### 企画・編集
- 姉さんゴーホーム（石田敦子、講談社『パンドラ』Vol.2 SIDE-B、Vol.3掲載、講談社KCデラックス）
  - 姉さんゴーホーム - マンガ図書館Z
- 〈日日日×千葉サドル〉シリーズ（日日日、イラスト：千葉サドル、講談社BOX） - 全4巻。「パノラマ観光公社」名義。
  - 平安残酷物語
  - のばらセックス
  - 図書館パラセクト
  - はこぶねエトランゼ
- ビスケット・フランケンシュタイン〈完全版〉（日日日、イラスト：toi8、講談社BOX） - 「パノラマ観光公社」名義。
- 追憶都市 toi8 ArtWorks（toi8、一迅社） - 画集。「パノラマ観光公社」名義。
- 追憶都市〈異聞〉 toi8 ArtWorks（toi8、一迅社） - 画集。「パノラマ観光公社」名義。
- 万引き女子〈未来〉の生活と意見（福永未来、太田出版） - 「パノラマ観光公社」名義。
- 恋の穴におちた。（日日日、イラスト：neco、LINE文庫） - ノンクレジット。
- 信長名鑑（姫川榴弾、太田出版） - 編集協力。「パノラマ観光公社」名義。

### その他
- 『仕事人、“戦場”を語る！』（INFAS『STUDIO VOICE』2008年2月号掲載）
- 講談社BOX『日日日＆ゆずはらとしゆきの与太話放談〈龍〉』[2]
- KAY-YOU『【座談会】幽白、まどマギ…『デビルマン』永井豪の落とし子たち』[3]